# 三義郷

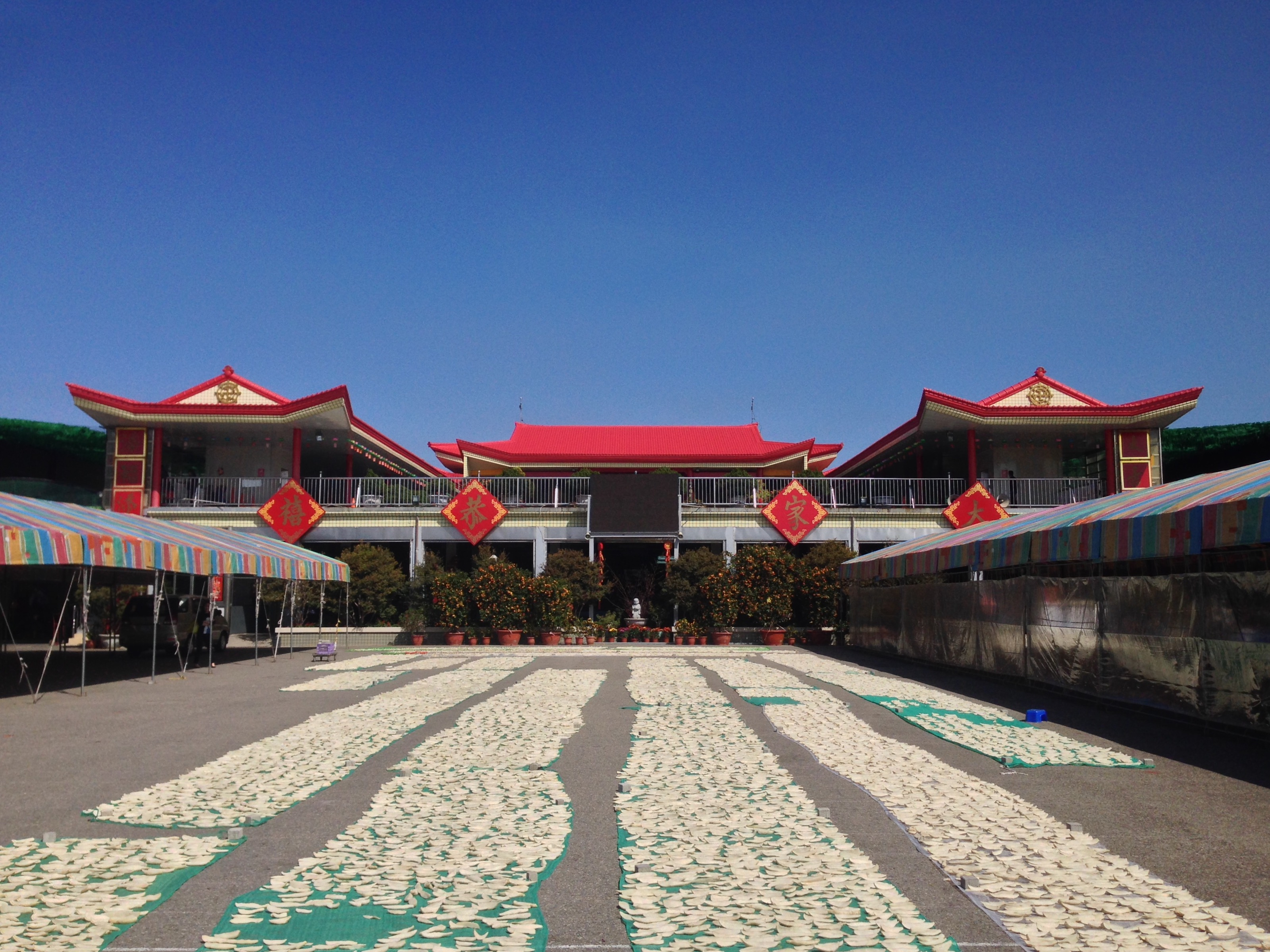
三義九華山大興善寺

三義郷（サンイー/さんぎ-きょう）は、台湾苗栗県に位置する郷。

## 歴史
1981年8月22日、遠東航空103便墜落事故が起こっており、この事故で取材旅行中の日本の作家・脚本家向田邦子が死去している。

## 行政区
| 里                                                       |
| -------------------------------------------------------- |
| 広盛村、勝興村、双湖村、双潭村、西湖村、龍騰村、鯉魚潭村 |

## 歴代郷長
| 代 | 氏名 | 任期 |
| -- | ---- | ---- |

## 教育

### 国民中学
- 苗栗県立三義国民中学

## 交通
| 種別     | 路線名称     | その他 |
| -------- | ------------ | ------ |
| 鉄道     | 台中線       | 三義駅 |
| 高速道路 | 中山高速道路 | 三義IC |
| 省道     | 台13線       |        |

## 観光
- 旧山線（台湾の世界遺産候補地）
  - 勝興駅（県定古蹟）
  - 龍騰断橋（県定古蹟）
  - 魚藤坪鉄橋（県定古蹟）
  - 内社川鉄橋（県定古蹟）
  - 大安渓鉄橋（苗栗県および台中市定古蹟）
- 火炎山（中国語版）
- 関刀山（中国語版）
- 徳興池
- 鯉魚潭ダム（中国語版）